# Misericòrdia Arnavat Musté
Maria Misericòrdia Arnavat Musté (Reus, 23 de maig de 1940 - 1993) va ser catedràtica de dibuix i pintura, graduada social i poetessa reusenca.
Va estudiar a Reus, a l'Institut Gaudi, i a l'Escola del Treball, on va fer un curs 1957/58 de, Ceràmica, modelatge i dibuix, i després a l'Escola de Belles Arts de Sant Jordi, on obtingué la llicenciatura i el doctorat en Belles Arts. El 1962 va ingressar com a professora de dibuix a l'Institut Gaudí de Reus i el 1979 era catedràtica al mateix institut ja anomenat Salvador Vilaseca.
A més de professora investigava noves vies d'ensenyament del dibuix i de la plàstica i va publicar diversos treballs especialitzats. En el camp de la literatura i la poesia va publicar algunes obres com Oneig, Diàlegs per a una sola veu o Herba maia, que mostren un gust per l'experimentació i el joc de paraules, i que s'acosten a les combinacions del futurisme i del cubisme, amb tipografies diverses, barreja d'imatges amb text, distintes direccions dels versos, paraules lliures. Fou coordinadora del batxillerat d'Arts Plàstiques. Va participar en congressos, taules rodones i conferències i publicà un ampli estudi sobre l'aquarel·lista reusenc Ceferí Olivé. Membre de l'Associació Internacional d'Educadors per mitjà de l'Art, formà part de la Societat Catalana de Pedagogia, filial de l'Institut d'Estudis Catalans i col·laboradora de l'ICE de la Universitat de Barcelona. Fou també membre del patronat del Museu Comarcal i Arqueològic de Reus.